# Madeleine Egle
Madeleine Egle (ur. 21 sierpnia 1998 w Hall in Tirol) – austriacka saneczkarka, dwukrotna brązowa medalistka mistrzostw świata juniorów, dwukrotna medalistka igrzysk olimpijskich oraz wielokrotna medalistka mistrzostw świata i mistrzostw Europy.

## Kariera
Saneczkarstwo uprawia od 2007 roku. W 2013 roku rozpoczęła starty w Pucharze Świata juniorów. Rok później wzięła udział w mistrzostwach świata juniorów w Igls, na których zajęła 25. miejsce w konkurencji jedynek. W 2015 roku wystartowała w mistrzostwach Austrii juniorów, na których zdobyła złoty medal w konkurencji jedynek, a także w mistrzostwach świata juniorów w Lillehammer, na których wywalczyła brązowy medal w sztafecie oraz zajęła 4. miejsce w jedynkach. Rok później pojawiła się na igrzyskach olimpijskich młodzieży w Lillehammer, na których zdobyła brązowy medal w konkurencji jedynek oraz na mistrzostwach świata w Königssee, które przyniosły jej 18. miejsce w konkurencji jedynek.
W 2016 roku wystartowała w mistrzostwach Europy juniorów w Altenbergu, na których zajęła 4. miejsce w konkurencji jedynek oraz w mistrzostwach świata juniorów w Winterbergu, które przyniosły jej jedynkowe 11. miejsce, ponadto 26 listopada zadebiutowała i zarazem zdobyła pierwsze punkty w Pucharze Świata, kiedy to na rozgrywanych w Winterbergu zawodach sezonu 2016/2017 zajęła 22. miejsce w jedynkach. W następnym roku pojawiła się na mistrzostwach świata juniorów w Siguldzie, na których zdobyła brązowy medal w konkurencji sztafetowej i zajęła 6. miejsce w konkurencji jedynek, na mistrzostwach Europy w Königssee, z których wróciła z 12. miejscem w konkurencji jedynek, na mistrzostwach świata do lat 23 w Igls, na których była dwunasta w jedynkach, a także na mistrzostwach świata w Igls, z których wróciła z jedynkowym 26. miejscem.
W 2018 roku wzięła udział w mistrzostwach Europy w Siguldzie, na których zajęła 5. miejsce w konkurencji sztafetowej i 14. w konkurencji jedynek oraz w igrzyskach olimpijskich w Pjongczangu, na których była dziewiąta w konkurencji jedynek, ponadto zdobyła brązowy medal w konkurencji sztafetowej, w której jej sztafeta współtworzona przez Davida Gleirschera, Petera Penza i Georga Fischlera przegrała tylko z ekipami z Niemiec i Kanady. Rok później pojawiła się na mistrzostwach świata w Winterbergu, na których zajęła 13. miejsce w konkurencji sprintu i 35. w konkurencji jedynek, a także na mistrzostwach Europy w Oberhofie, które przyniosły jej 4. miejsce w sztafecie i 10. w jedynkach.

## Osiągnięcia

### Igrzyska olimpijskie
| Rok  | Miejsce    | Jedynki | Sztafeta |
| ---- | ---------- | ------- | -------- |
| 2018 | Pjongczang | 9.      | 3.       |
| 2022 | Pekin      | 4.      | 2.       |

### Mistrzostwa świata
| Rok  | Miejsce    | Jedynki | Jedynki-sprint | Jedynki mieszane | Sztafeta |
| ---- | ---------- | ------- | -------------- | ---------------- | -------- |
| 2016 | Königssee  | 18.     | –              | nie rozgrywano   | –        |
| 2017 | Igls       | 26.     | 30. (q)        | nie rozgrywano   | –        |
| 2019 | Winterberg | 35.     | 13.            | nie rozgrywano   | –        |
| 2020 | Soczi      | 11.     | 15.            | nie rozgrywano   | 5.       |
| 2021 | Königssee  | 15.     | 9.             | nie rozgrywano   | 1.       |
| 2023 | Oberhof    | 4.      | 5.             | nie rozgrywano   | 2.       |
| 2024 | Altenberg  | 3.      | 9.             | nie rozgrywano   | -        |
| 2025 | Whistler   | 7.      | nie rozgrywano | 3.               | 2.       |

### Mistrzostwa Europy
| Rok  | Miejsce      | Jedynki | Sztafeta |
| ---- | ------------ | ------- | -------- |
| 2017 | Königssee    | 12.     | –        |
| 2018 | Sigulda      | 14.     | 5.       |
| 2019 | Oberhof      | 10.     | 4.       |
| 2020 | Lillehammer  | 5.      | 1.       |
| 2021 | Sigulda      | 9.      | dsq      |
| 2022 | Sankt Moritz | 2.      | dsq      |
| 2023 | Sigulda      | 12.     | dnf      |
| 2024 | Igls         | 1.      | 1.       |
| 2025 | Winterberg   | 2.      | 1.       |

### Mistrzostwa świata juniorów
| Rok  | Miejsce     | Jedynki | Sztafeta |
| ---- | ----------- | ------- | -------- |
| 2014 | Igls        | 25.     | –        |
| 2015 | Lillehammer | 4.      | 3.       |
| 2016 | Winterberg  | 11.     | –        |
| 2017 | Sigulda     | 6.      | 3.       |

### Puchar Świata

#### Miejsca w klasyfikacji generalnej
| Sezon     | Miejsce |
| --------- | ------- |
| 2016/2017 | 31.     |
| 2017/2018 | 22.     |
| 2018/2019 | 13.     |
| 2019/2020 | 13.     |
| 2020/2021 | 4.      |
| 2021/2022 | 2.      |
| 2022/2023 | 4.      |
| 2023/2024 | 3.      |
| 2024/2025 | 2.      |

#### Miejsca na podium w zawodach Pucharu Świata – indywidualnie
Stan na koniec sezonu 2023/2024
| Lp. | Data       | Miejsce      | Konkurencja    | Lokata |
| --- | ---------- | ------------ | -------------- | ------ |
| 1.  | 03.01.2021 | Königssee    | jedynki        | 3      |
| 2.  | 17.01.2021 | Oberhof      | jedynki        | 2      |
| 3.  | 21.11.2021 | Yanqing      | jedynki        | 1      |
| 4.  | 11.12.2021 | Altenberg    | jedynki        | 1      |
| 5.  | 19.12.2021 | Igls         | jedynki        | 2      |
| 6.  | 19.12.2021 | Igls         | jedynki-sprint | 1      |
| 7.  | 02.01.2022 | Winterberg   | jedynki        | 3      |
| 8.  | 09.01.2022 | Sigulda      | jedynki        | 1      |
| 9.  | 09.01.2022 | Sigulda      | jedynki-sprint | 3      |
| 10. | 16.01.2022 | Oberhof      | jedynki        | 1      |
| 11. | 23.01.2022 | Sankt Moritz | jedynki        | 2      |
| 12. | 03.12.2022 | Igls         | jedynki        | 1      |
| 13. | 04.12.2022 | Igls         | jedynki-sprint | 1      |
| 14. | 09.12.2022 | Whistler     | jedynki        | 1      |
| 15. | 25.02.2023 | Winterberg   | jedynki        | 1      |
| 16. | 09.12.2023 | Lake Placid  | jedynki        | 1      |
| 17. | 06.01.2024 | Winterberg   | jedynki        | 1      |
| 18. | 13.01.2024 | Igls         | jedynki        | 1      |
| 19. | 10.02.2024 | Oberhof      | jedynki        | 2      |
| 20. | 18.02.2024 | Oberhof      | jedynki        | 3      |

#### Miejsca na podium w zawodach Pucharu Świata – drużynowo
Stan na koniec sezonu 2023/2024
| Lp. | Data       | Miejsce      | Konkurencja | Lokata |
| --- | ---------- | ------------ | ----------- | ------ |
| 1.  | 19.01.2020 | Lillehammer  | sztafeta    | 1      |
| 2.  | 29.11.2020 | Igls         | sztafeta    | 2      |
| 3.  | 13.12.2020 | Oberhof      | sztafeta    | 2      |
| 4.  | 03.01.2021 | Königssee    | sztafeta    | 1      |
| 5.  | 21.11.2021 | Yanqing      | sztafeta    | 1      |
| 6.  | 02.02.2022 | Winterberg   | sztafeta    | 2      |
| 7.  | 16.01.2022 | Oberhof      | sztafeta    | 3      |
| 8.  | 10.12.2022 | Whistler     | sztafeta    | 3      |
| 9.  | 05.02.2023 | Altenberg    | sztafeta    | 1      |
| 10. | 19.02.2023 | Sankt Moritz | sztafeta    | 3      |
| 11. | 26.02.2023 | Winterberg   | sztafeta    | 1      |
| 12. | 16.12.2023 | Whistler     | sztafeta    | 2      |
| 13. | 14.01.2024 | Igls         | sztafeta    | 1      |
| 14. | 11.02.2024 | Oberhof      | sztafeta    | 3      |